# ジャパンレンタカー
ジャパンレンタカー株式会社（英: JAPAN Rent a car Co., Ltd.）は、東海地方を中心にレンタカー・カラオケチェーンを展開している企業である。1970年から日本のレンターカー業界で初めて24時間営業を開始したことでも知られる。

## 沿革
- 1954年  - 創業
- 1957年  - 御園ドライブクラブとして営業を開始
- 1959年  - 日本で初めてレンタカーとして貨物の許可ナンバーを取得
- 1966年  - ジャパンレンタカーに社名変更
- 1970年  - 24時間営業を名古屋駅前、東京、大阪で開始
- 1972年  - カーリース事業を開始
- 1973年  - 株式会社ジャパンオート、株式会社トラックセンター設立
- 1978年  - 株式会社サターン設立
- 1983年  - 整備認承工場認可取得
- 1990年  - カラオケ事業開始
- 1992年  - 保有台数5,000台突破
- 1994年  - 本社ビル完成
- 1996年  - コインランドリー事業開始
- 2001年  - 年商100億円突破
- 2014年  - カラオケ1,000ルーム突破
- 2016年  - 保有台数10,000台突破

## 店舗
2020年（令和2年）1月時点で、52店舗を展開をしている。
詳細は、公式サイトの「店舗紹介」を参照。
- 愛知県 - 24店舗
- 岐阜県 - 9店舗
- 三重県 - 6店舗
- 東京都 - 1店舗
- 静岡県 - 3店舗
- 長野県 - 3店舗
- 福井県 - 1店舗
- 石川県 - 1店舗
- 富山県 - 2店舗
- 滋賀県 - 2店舗